# Samart Payakaroon
Samart Payakaroon (thailändisch สามารถ พยัคฆ์อรุณ, RTGS Samart Payak-arun; * 5. Dezember 1962 in der Provinz Chachoengsao, Thailand als Samart Thipthamai) ist ein ehemaliger thailändischer Thaiboxer und Boxer.

## Muay Thai
Samart Payakaroon begann 1972 mit Muay Thai und trainierte im Sing Esso Camp in Bangkok, welches später nach ihm benannt wurde, sowie im Sityodtong Camp in Pattaya. Trainiert wurde er unter anderem von Yodtong Senanan. Einer seiner Trainingspartner war sein Bruder Kongtoranee Payakaroon. Er gewann im Lumpinee Boxing Stadium in Bangkok vier Meistertitel im Muay Thai; am 29. Februar 1980 im Atomgewicht, am 11. November 1980 im Halbfliegengewicht, am 31. März 1981 im Superfliegengewicht und am 13. Oktober 1981 im Federgewicht.
1982 wurde er von Maha Chakri Sirindhorn mit dem Outstanding Athlete Award ausgezeichnet.

## Boxen
Gleich in seinem ersten Boxkampf am 24. August 1982 besiegte er den ehemaligen WBC-Weltmeister Netrnoi Sor Vorasingh. Am 18. Januar 1986 gewann er selbst den WBC-Weltmeistertitel im Superbantamgewicht durch K. o. in der fünften Runde gegen Lupe Pintor. Am 10. Dezember 1986 verteidigte er den Titel durch TKO in der zwölften Runde gegen Juan Meza. Für das Jahr 1986 wurde er vom Ring Magazine zum Gewinner in der Kategorie Fortschritt des Jahres gewählt.
Den Titel verlor er schließlich am 8. Mai 1987 durch K. o. in der vierten Runde an Jeff Fenech. 1988 wurde er von der Sports Reporters Association of Thailand mit dem Outstanding Thai Boxer Award ausgezeichnet.
Seinen letzten Kampf bestritt er am 11. September 1994 um den WBA-Weltmeistertitel im Federgewicht und verlor durch TKO in der achten Runde gegen Eloy Rojas. Sein Manager war Songchai Ratanasuban.

## Neben und nach dem Boxen
Samart Payakaroon wurde dreimal zu Thailands Kampfsportler des Jahres gewählt. Während und auch nach seiner Boxkarriere wurde er Trainer, Musiker und Schauspieler. Er veröffentlichte die Alben Peedongmembur (1989) Arom Dee (1990) und Kun Mai Kun Mike (1992). Er spielte 2004 im Film The Bodyguard, 2006 im Film Born to Fight – Dynamite Warrior und 2007 bei Muay Thai Chaiya mit.
| Vorgänger   | Amt                                                                      | Nachfolger  |
| ----------- | ------------------------------------------------------------------------ | ----------- |
| Lupe Pintor | Boxweltmeister im Superbantamgewicht (WBC) 18. Januar 1986 – 8. Mai 1987 | Jeff Fenech |